# Серия Nikon 1

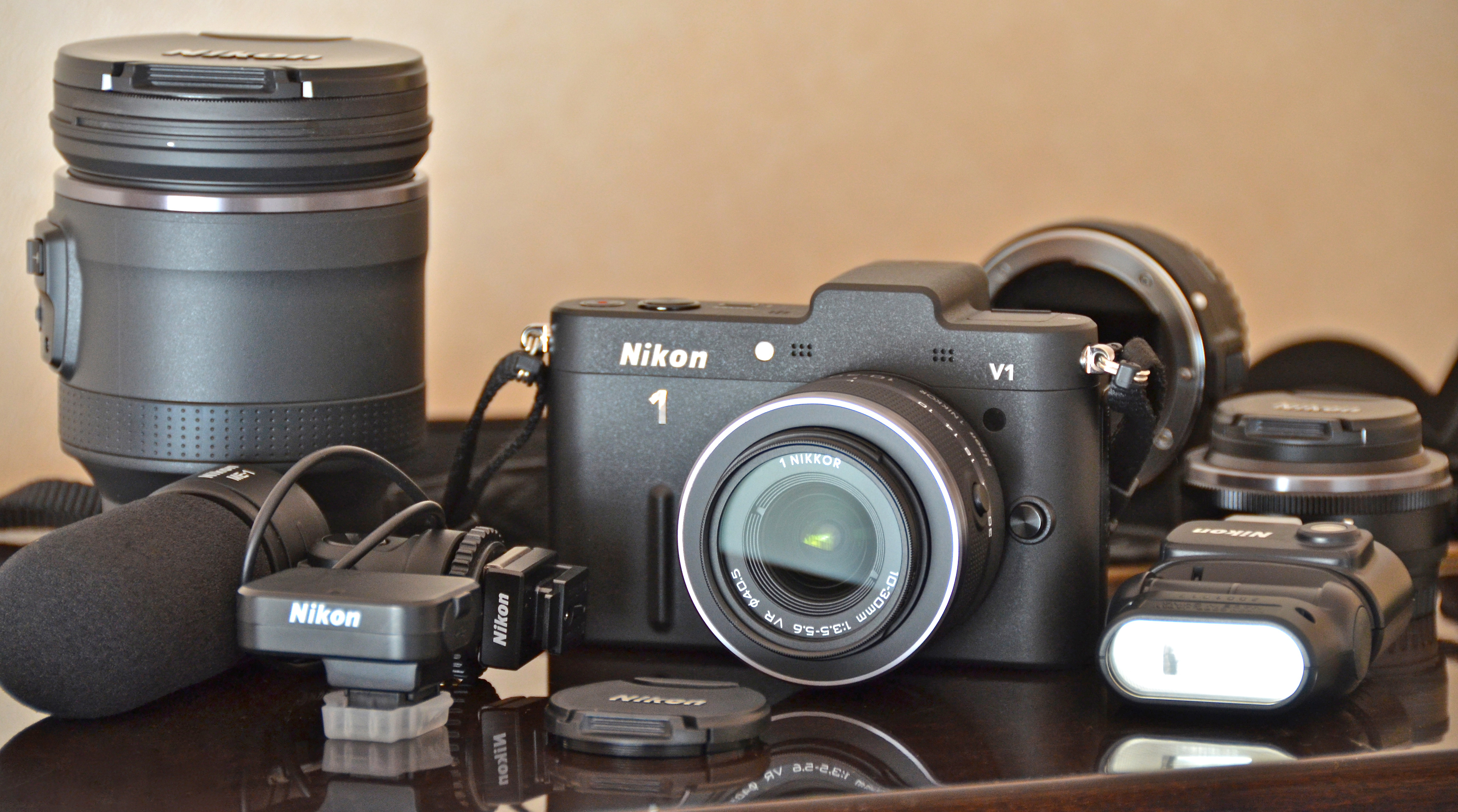
Nikon 1 V1

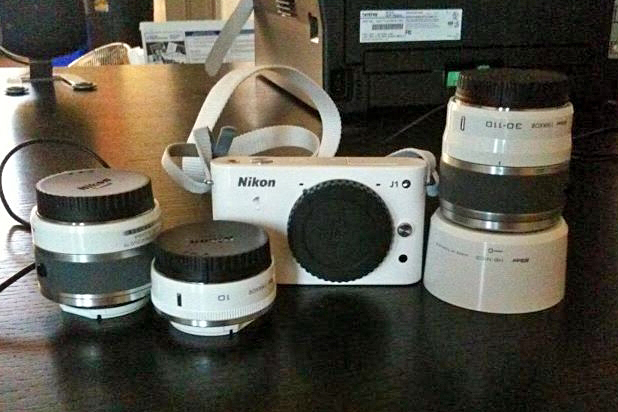
Nikon 1 J1

Nikon 1 — серия беззеркальных цифровых камер со сменной оптикой, использующих байонет Nikon 1. Представлены 21 сентября 2011 года. .
На момент объявления, Nikon утверждал, что имеет самый быстрый в мире автофокус, от 10 кадров в секунду — даже во время видео — на основе гибридной автофокусировки, а также самую быструю в мире скорость непрерывной съемки (60 кадр/с) среди всех камер со сменными объективами. Замедленное видео может сниматься с частотой до 1200 кадров в секунду с пониженным разрешением. Его встроенный интервалометр позволяет делать таймлапсы.
Уменьшение СХ датчика значительно повышает глубину резкости до 2.90 стопа (кроп-фактор 2.7) по сравнению с 35 мм FX камерами на тот же угол зрения и диафрагменное число.

## Линейки камер
- AW — влагозащищённые камеры
- S — камеры начального уровня
- J — камеры любительского уровня
- V — камеры продвинутого уровня

| Серия AW    | Серия S    | Серия J    | Серия V    |
| ----------- | ---------- | ---------- | ---------- |
| Nikon 1 AW1 | Nikon 1 S1 | Nikon 1 J1 | Nikon 1 V1 |
|             | Nikon 1 S2 | Nikon 1 J2 | Nikon 1 V2 |
|             |            | Nikon 1 J3 | Nikon 1 V3 |
|             |            | Nikon 1 J4 |            |
|             |            | Nikon 1 J5 |            |

## Конец производства
11 июля 2018 года компания Nikon объявила о завершении производства всей линейки беззеркальных камер Nikon 1.